# Gliese 532
Gliese 532 è una stella relativamente vicina alla Terra, che si trova ad una distanza di circa 46 anni luce dal sistema solare.
Pur non trattandosi di una stella debolissima (appartiene infatti alla sequenza principale e la sua classe spettrale stimata è K5-V), non è sufficientemente luminosa per essere visibile ad occhio nudo dalla superficie della Terra. La sua magnitudine apparente è 8,90, mentre la magnitudine assoluta è 8,06.
Nomenclature alternative: HD 234078, HIP 67691, SAO 28910.